# Charles Bernstein (poeta)
Charles Bernstein (New York, 4 aprile 1950) è un poeta e saggista statunitense.

## Biografia
Nato a New York nel 1950 da una famiglia di origini ebraiche, ha frequentato la Bronx High School of Science e conseguito un B.A. all'Harvard College.
Insofferente al conformismo della poesia allora in auge negli Stati Uniti, negli anni '70 ha co-fondato il movimento d'avanguardia dei Language poets (portato avanti attraverso la rivista "L=A=N=G=U=A=G=E") ponendo l'accento sulla costruzione formale della lirica e del suo ruolo nella creazione del significato della stessa.
A partire dalla prima raccolta, Asylums, pubblicata nel 1975, ha dato alle stampe altre 17 collezioni si liriche oltre a saggi sulla poesia e due libretti.
Professore emerito di inglese e letterature comparate all'Università della Pennsylvania, suoi contributi sono apparsi in riviste quali l'Harper's Magazine. 

## Opere (parziale)

### Raccolte di poesie
- Asylums (1975)
- Parsing (1976)
- Shade (1978)
- Poetic Justice (1979)
- L E G E N D con Bruce Andrews, Steve McCaffery, Ron Silliman, Ray DiPalma (1980)
- Controlling Interests (1980)
- The Nude Formalism con Susan Bee (1989)
- Islets/Irritations (1983)
- The Sophist (1987)
- Rough Trades (1991)
- Dark City (1994)
- Republics of Reality: 1975–1995 (2000)
- With Strings (2001)
- Girly Man (2006)
- All the Whiskey in Heaven (2010)
- Recalculating (2013)
- Near/Miss (2018)
- Topsy-Turvy (2021)
- Eco-echo, Milano, Edizioni del verri, 2022 ISBN 9788898514632.

### Saggi
- Content's Dream: Essays 1975–1984 (1986)
- Artifice of Absorption: An Essay (1987)
- A Poetics (1992)
- My Way: Speeches and Poems (1999)
- A Conversation with David Antin (2002)
- Attack of the Difficult Poems (2011)
- Pitch of Poetry (2016)

### Libretti
- Shadowtime (2005)
- Blind Witness (2008)

## Premi e riconoscimenti
National Endowment for the Arts
- 1979 borsa di studio in scrittura creativa[10]

Guggenheim Fellowship
- 1985; campo di studio: poesia[11]

American Academy of Arts and Sciences
- 2006 eletto membro[12]

Premio Bollingen per la poesia
- 2019 alla carriera[13]